# Michele Bachmann
Michele Marie Amble Bachmann (Waterloo (Iowa), 6 april 1956) is een Amerikaans politica van de Republikeinse Partij. Ze was lid van het Huis van Afgevaardigden en vertegenwoordigde het zesde district van de staat Minnesota. Ze was kandidaat voor de Republikeinse nominatie voor de presidentsverkiezingen van 2012.

## Biografie

### Vroege leven en carrière
Bachmann werd geboren als Michele Marie Amble op 6 april 1956, in Waterloo, Iowa uit een Noors gezin dat luthers-democratisch was. Tijdens haar jeugd verhuisden ze naar Anoka in Minnesota. Na de scheiding van haar ouders verhuisde haar vader David John Amble naar Californië en werd Michele verder opgevoed door haar moeder Jean Johnson.
Nadat ze afstudeerde aan de middelbare school ging ze een tijdje werken in een kibboets in Israël. In 1978 studeerde ze af aan de Winona State University. Hierna volgde ze nog enkele opleidingen. Ze trouwde met Marcus Bachmann in 1978. Zij hebben vijf kinderen (Lucas, Harrison, Elisa, Caroline en Sophia) en zorgden ook voor 23 kinderen in pleegzorg.
Van 1988 tot 1993 werkte ze als advocate voor de federale belastingen. Ze stopte met werken om fulltime huismoeder te worden.

### Politieke carrière
Bachmann groeide op in een Democratisch gezin, maar in haar laatste jaar op Winona State werd ze Republikeinse.
In 1976, toen ze nog een Democrate was, sloot ze zich met haar verloofde aan bij de pro-life-beweging. Zij werd daartoe geïnspireerd door de film van Francis Schaeffer How Should We Then Live?. In 1976 werkte het koppel mee aan de campagne van Jimmy Carter. Tijdens zijn presidentschap was ze ontgoocheld over zijn aanpak en in 1980 werkte ze daarom mee aan de campagne van Ronald Reagan.
Bachmann raakte in de loop der jaren steeds meer betrokken bij de politiek. Zij protesteerde in 1991 heftig tegen de bouw van een ziekenhuis waar met publiek geld ook abortussen werden verricht. In 1993 startte zij met andere ouders een eigen school uit protest tegen de onderwijsstandaarden die door de staat werden opgelegd.
Bij de verkiezingen voor de Senaat van Minnesota in 2000 versloeg zij bij de Republikeinse voorverkiezingen de zittende staatssenator Garry Laidig. De algemene verkiezingen wist zij ook te winnen. In de staatssenaat bracht zij in 2004 een amendement in op de grondwet van de staat Minnesota, waarin werd uitgesproken dat het huwelijk alleen open zou staan voor mensen van verschillende sekse.
In 2007 stelde Bachmann zich verkiesbaar voor het Huis van Afgevaardigden en werd als eerste Republikeinse vrouw namens de staat Minnesota gekozen. In het Congres schaarde ze zich achter een voorstel tot troepenuitbreiding van president George W. Bush.
De olieprijs steeg rond 2008 tot recordhoogte. Als gevolg daarvan werd Bachmann een van de sterkste bepleiters van onderzoek naar olie- en gaswinning in het Arctic National Wildlife Refuge (ANWR) bij Alaska. Ook stelde zij dat alle verhalen over opwarming van de aarde onzin waren.
Tijdens de Amerikaanse presidentsverkiezingen bekritiseerde zij de banden van Barack Obama met zijn dominee Jeremiah Wright en Bill Ayers. Zij stelde dat we ons "normaal vooral inlaten met mensen waar we een gemeenschappelijk idee mee hebben en dit roept twijfel op over dat wat Barack Obama echt gelooft en waar hij voor staat. Ik ben bezorgd dat hij weleens anti-Amerikaanse ideeën zou kunnen hebben". Zij kreeg veel kritiek vanwege deze uitspraken. Voormalig Republikeins minister van Buitenlandse Zaken Colin Powell en voormalig gouverneur van Minnesota Arne Carlson zeiden later dat deze uitspraken er toe hadden bijgedragen dat zij hun steun uiteindelijk uitspraken voor Barack Obama.
Als Afgevaardigde sprak zij zich uit tegen de borgstelling van verschillende grote banken en - in een later stadium - autofabrikanten. Ook stemde zij tegen het stimuleringspakket van 700 miljard dollar van president Obama.
Bachmann stelde in 2010 een amendement op de Grondwet voor waarin werd gesteld dat de dollar de nationale munteenheid van de Verenigde Staten zou blijven. Dit deed zij naar aanleiding van voorstellen van China om een wereldwijde referentiemunteenheid in het leven te roepen. Van het amendement kwam verder weinig terecht.
Op 19 maart 2012 verwierf Bachmann door haar echtgenoot Zwitserse nationaliteit.

### Presidentskandidaat
Bachmann maakte haar kandidatuur voor het Amerikaanse presidentschap bekend op 14 juni 2011. Haar werd nog een behoorlijke kans toebedicht om de Republikeinse voorverkiezingen te winnen, omdat zij vooral binnen de populistische Tea Party-beweging op handen wordt gedragen. Tegelijkertijd zou dit een handicap kunnen zijn om uiteindelijk ook de algemene presidentsverkiezingen te winnen. Tijdens de aanloop naar deze verkiezingen kwam ze vooral negatief in het nieuws door een aantal blunders. Zo vergeleek zij zichzelf per abuis met een serie-moordenaar en feliciteerde ze Elvis op zijn sterfdatum met zijn verjaardag. Ook gaf ze aan bang te zijn voor de opkomst van de Sovjet-Unie, een staat die ten onder ging in 1991. Bachmann trok zich op 4 januari 2012 terug uit de campagne nadat ze bij de eerste voorverkiezing, de caucus van Iowa, een zware nederlaag leed.